# Laserbeak
Laserbeak (pl. Laserowy Dziób, czasem Laserowy Pocisk; jap. Condor; fr. Vautour; wł. Gufo), postać uniwersum Transformery. Decepticon, pierwszy z robotów kasetowych.
Laserbeak jest niewielkim robotem w formie pterodaktyla. Wykonuje głównie zadania szpiegowskie. Dyskretnie wykrada najbardziej strzeżone tajemnice Autobotów. Jego bronią są lasery, którymi strzela z chirurgiczną precyzją. Prawie niezniszczalny, dzięki swojej zwrotności. Ulubieniec Megatrona, ponieważ on jeden z jego wojowników nigdy go nie zawiódł. Jeden z trzech, obok Ratbat'a i Buzzsaw'a, latających kasetowych robotów Soundwave'a.

## Zalety
- działalność wywiadowcza
- inteligencja
- niezniszczalność
- skuteczność bojowa
- szybkość i zwrotność

## Wady
- brak podsystemu mowy